# Тодд, Ричард
Ричард Тодд (англ. Richard Todd; 11 июня 1919, Дублин, Ирландия — 3 декабря 2009, Литтл Хамби, Линкольншир, Великобритания) — ирландский актёр.

## Биография
Получил популярность благодаря ролям в фильмах о Второй мировой войне. За фильм «Горячее сердце» (1949) Тодд был награждён «Золотым глобусом» как лучший новый актёр, а также номинирован на премию «Оскар» за лучшую мужскую роль. В своих киногероях Тодд воссоздавал образы своих боевых товарищей и немного самого себя — в 1944 году он участвовал в воздушном десанте в Нормандии.
Наиболее известные фильмы с его участием — «Страх сцены» (1950), «Разрушители плотин» (1954), «Самый длинный день» (1962), «Мужчина по имени Питер» (1954), «Кровавая баня» (1966), «Портрет Дориана Грея» (1970), «Цветы порока» (1979), «Дом длинных теней» (1983), «Убийство первой степени» (1988), а также сериалы — «Она написала убийство», «Убийства в Мидсомере» и «Безмолвный свидетель».

## Фильмография
- 1949 — Прерванное путешествие — Джон Норт
- 1950 — Страх сцены — Джонатан Купер
- 1951 — Молния бьёт дважды — Ричард Тревельян
- 1951 — Венецианская птица — Эдвард Мёрсер
- 1952 — История Робина Гуда и его весёлой компании — Робин Гуд
- 1953 — Меч и роза — Чарльз Брэндон
- 1953 — Роб Рой, неуловимый разбойник — Роб Рой Макгрегор
- 1954 — Разрушители плотин
- 1954 — Мужчина по имени Питер
- 1955 — Любовь королевы (The Virgin Queen) — Уолтер Рэйли
- 1956 — Мария-Антуанетта — королева Франции
- 1956 — День «Д», 6 июня — лейтенант-полковник Джон Уинтер
- 1962 — Самый длинный день
- 1965 — Операция «Арбалет»
- 1966 — Кровавая баня
- 1970 — Портрет Дориана Грея
- 1979 — Цветы порока
- 1983 — Дом длинных теней
- 1988 — Убийство первой степени
- Она написала убийство
- Убийства в Мидсомере
- Безмолвный свидетель